# Jytte Krag-Juel-Vind-Frijs
Jytte grevinde Krag-Juel-Vind-Frijs, født Øhrstrøm (født 6. oktober 1950) er grevinde, tidligere borgmester og nuværende hofdame.
Krag-Juel-Vind-Frijs er gift med grev Mogens Krag-Juel-Vind-Frijs til Halsted Kloster.
Hun var borgmester for Højreby Kommune i perioden 2002-2007 for partiet Venstre. I 1998 blev hun valgt til kommunalbestyrelsen. Hun er uddannet jurist.
Fra 1. april 2011 blev hun ansat som hofdame for Dronning Margrethe 2. 1. januar 2012 blev hun Ridder af Dannebrog.